# Eskişehir Basket Spor Kulübü
El Eskişehir Basket Spor Kulübü, cono cido por arzones de patrocinio como NSK Eskişehir Basket, es un club de baloncesto profesional de la ciudad de Eskişehir, que milita en la TBL, la segunda categoría del baloncesto turco. Disputa sus partidos en el Anadolu Üniversitesi Sport Hall, con capacidad para 5,000 espectadores.
Hasta 2014, el club fue patrocinado por Olin y conocido como Olin Edirne. 

## Historia
El equipo fue fundado en 2006, jugando las dos primeras temporadas en la Liga Regional y ascendiendo a la TB2L en 2008. Olin Gençlik terminó la temporada 2008-2009 en la TB2L en 5ª posición. Olin Gençlik ascendió a la TBL en la temporada 2009-2010 tras llegar a la final de los play-offs, donde perdieron contra el Medical Park Trabzonspor.
Olin Gençlik cambió su nombre a Olin Edirne Basket antes del inicio de la temporada 2010-11. Tuvo victorias muy sonadas contra el Galatasaray (70-63) y el Beşiktaş (93-83) en su primera temporada en la élite. Olin Edirne terminó la temporada 2010-2011 en la TBL en 7ª posición, clasificándose para la EuroChallenge de la siguiente temporada.
Olin Edirne Basket no tuvo una buena temporada 2011-2012. Quedaron eliminados en la fase de grupos de la EuroChallenge. Olin Edirne terminó la temporada 2012-2013 en 14.ª posición, logrando permanecer en la liga un año más.
Olin Edirne comenzó la temporada 2013-14 con un nuevo entrenador, como era Cem Akdağ. Tras los 10 primeros partidos de liga, el equipo era 10º con un balance de 4 victorias y 6 derrotas. El líder del equipo fue el base estadounidense con pasaporte macedonio Darius Washington, que también fue el máximo anotador de la TBL. El alero griego Christos Tapoutos y el pívot estadounidense con pasaporte jamaicano Torin Francis hicieron una gran temporada, con más de diez puntos por partido.
Olin Edirne se trasladó a la ciudad de a Eskişehir en 2014, debido a que Olin dejó de patrocinar al Edirne Basket. El equipo empezó la nueva temporada en Eskişehir como Eskişehir Basket. En la temporada 2014-2015, el equipo descendió a la TB2L.

## Nombres
- Olin Edirne Gençlik Spor
(2006-2010)
- Olin Edirne Basket
(2010-2014)
- Eskişehir Basket Spor Kulübü
(2014-presente)

## Resultados en liga
| Temporada | División | Liga | Posición | Play-Offs        | Copa Turca       | Competición Europea            |
| --------- | -------- | ---- | -------- | ---------------- | ---------------- | ------------------------------ |
| 2006–07   | 3        | EBBL |          | Semifinales      | –                | –                              |
| 2007–08   | 3        | EBBL |          | Ascenso          | –                | –                              |
| 2008–09   | 2        | TB2L | 5º       | –                | –                | –                              |
| 2009–10   | 2        | TB2L | 1º       | Ascenso          | –                | –                              |
| 2010–11   | 1        | BSL  | 7º       | Cuartos de final | Cuartos de final | –                              |
| 2011–12   | 1        | BSL  | 14º      | –                | Fase de grupos   | 3 EuroChallenge Fase de grupos |
| 2012–13   | 1        | BSL  | 14º      | –                | Fase de grupos   | –                              |
| 2013–14   | 1        | BSL  | 14º      | –                | Fase de grupos   | –                              |
| 2014–15   | 1        | BSL  | 15º      | Descenso         | Fase de grupos   | –                              |
| 2015-16   | 2        | TBL  | 15º      | –                | –                | –                              |
| 2016-17   | 2        | TBL  | 2º       | Ascenso          | –                | –                              |
| 2017-18   | 1        | BSL  |          |                  | –                | –                              |

## Eskişehir Basket en competiciones europeas
EuroChallenge 2011-12
| Fase de grupos | Eskişehir Basket  | ETHA             | 70-82 | 70-67 |
| Fase de grupos | Okapi Aalstar     | Eskişehir Basket | 95-70 | 92-86 |
| Fase de grupos | Triumph Lyubertsy | Eskişehir Basket | 70-61 | 89-82 |

## Palmarés
- TB2L
  - Finalista: 2010

## Jugadores destacados
| - Artsiom Parakhouski - Ivan Lilov - Filip Videnov - Jordan Bachynski - Sasha Cuıc - Luka Drezga - David Jelínek - Ioannis Athinaiou - Christos Tapoutos - Vidas Ginevičius - Renaldas Seibutis - Predrag Samardžiski - Nemanja Protić - Branislav Ratkovica - Vladimir Štimac - Can Akın - Mehmet Alemdaroğlu | - Mahir Bayrak - Erdal Bibo - Metecan Birsen - Evren Büker - Berkay Candan - Erolcan Çinko - Uğur Dokuyan - Murat Göktaş - Barış Güney - Ufuk Gürgen - Serhan Kavut - Polat Kocaoğlu - Cihan Mumcuoğulları - Cemal Nalga - Reha Öz - Kartal Özmızrak - Melih Sevda | - Görkem Sönmez - Yunus Sonsırma - Ahmet Buğrahan Tuncer - Ümit Türkoğlu - Ömer Ünver - Mehmet Yağmur - Bekir Yarangüme - Gökhan Yazıcıoğlu - Tyshawn Abbott - Craig Brackins - Seth Doliboa - Josh Duncan - Tony Easley - Leemire Goldwire - Brandon Gordon - Junior Hairston - Marcus Haislip | - Manny Harris - Shawn James - Sean Marshall - Marshall Moses - Matt Walsh - Wesley Wilkinson - Chaz Williams - Chris Wright - Jared Homan - Alan Voskuil - Torin Francis - Darius Washington - Davud Kamer - Jerome Randle |